# Stephanopis aspera
Stephanopis aspera är en spindelart som beskrevs av William Joseph Rainbow 1893. Stephanopis aspera ingår i släktet Stephanopis och familjen krabbspindlar.
Artens utbredningsområde är New South Wales. Inga underarter finns listade i Catalogue of Life.